# Ruach
Ruach, Vocaal Jeugd Ensemble, kortweg: Ruach, was een kinder- en jeugdkoor uit de regio Katwijk voor zangers van 4 tot 20 jaar. Sinds 2014 heette het koor The Leiden Choristers.
Tot 2015 stond het koor onder leiding van Elisabeth Blom. Nu is de dirigente Hester Westra. De doelstelling van het concertkoor is klassieke koormuziek ten gehore brengen op hoog niveau, waarbij vooral veel elementen uit de Engelse koortraditie zijn terug te vinden. 
Het Hebreeuwse woord Ruach betekent adem, Geest (van God). Het koor zingt zowel christelijk als niet –christelijk repertoire. Sinds enige tijd zingt Ruach ook Evensongs.
Ruach heeft in zijn beginjaren veel bekendheid verworven in heel Nederland. Het trad onder meer op in tv-uitzendingen van Nederland Zingt (EO). Bij de Korenmanifestatie in Papendrecht in 2010 werd Ruach een ‘voorbeeldkoor’ genoemd.
In 2011 ontving Ruach de D.F.E. Meerburgprijs van de gemeente Katwijk. Daarna won het de Eerste Prijs van het Korenfestival in Katwijk en de Tweede Prijs in de voorronde van het Nederlands Koorfestival tijdens ‘Amusing Hengelo’.
Op 17 juni 2012 werd Ruach 'Koor van het jaar 2012' op het Nederlands Koorfestival in Haarlem. Enkele jaren later werd het koor opgeheven.